# Quarashi
I Quarashi sono un gruppo musicale islandese formatosi nel 1996. Fino al 2005, anno dello scioglimento, il gruppo ha pubblicato cinque album in studio. La band si è ricostituita nel 2016.

## Formazione
- Egill Olafur Thorarensen a.k.a. Tiny
- Ómar Örn Hauksson a.k.a. Ómar Swarez
- Steinar Orri Fjeldsted a.k.a. Steini a.k.a. Stoney
- Sölvi Blöndal

## Discografia

### Album in studio
- 1997 – Quarashi
- 1999 – Xeneizes
- 2001 – Kristnihald undir Jökli
- 2002 – Jinx
- 2004 – Guerilla Disco

### EP
- 1996 – Switchstance

### Raccolte
- 2011 – Anthology
- 2021 – Greatest Tricks